# Élection présidentielle de 1849 en Nouvelle-Grenade
L'élection présidentielle colombienne de 1849 au suffrage indirect s'est tenue en République de Nouvelle-Grenade le 1er avril 1849 pour élire le nouveau président de la République après la fin du mandat du général Tomás Cipriano de Mosquera.   

## Contexte
Les divergences d'opinions mises en exergue par la guerre entre les bolivaristes et les santandéristes se traduisent par la constitution des deux partis qui régenteront à tour de rôle la vie politique colombienne pendant plus d'un siècle : les santandéristes fondent le parti libéral en 1848 tandis que les bolivaristes se regroupent au sein du parti conservateur en 1849.

## Résultats

### Président de la République
| Candidats | Candidats                | Premier tour | Premier tour | Second tour | Second tour |
| Candidats | Candidats                | Votes        | %            | Votes       | %           |
| --------- | ------------------------ | ------------ | ------------ | ----------- | ----------- |
|           | José Hilario López       | 725          | 42,8         | 1,000       | 57,36       |
|           | Mariano Ospina Rodríguez | 688          | 40,6         | 693         | 42,64       |
|           | Tomás de Herrera         | 280          | 16,5         |             |             |
| Total     | Total                    | 1,693        | 100          | 1,693       | 100         |

### Élection du Vice-président
| Candidats | Candidats                | Premier tour | Premier tour | Second tour | Second tour |
| Candidats | Candidats                | Votes        | %            | Votes       | %           |
| --------- | ------------------------ | ------------ | ------------ | ----------- | ----------- |
|           | José de Obaldía          | 40           | 46,1         | 45          | 54,2        |
|           | Mariano Ospina Rodríguez | 34           | 37,9         | 39          | 45,8        |
|           | Tomás de Herrera         | 10           | 15,9         |             |             |
| Total     | Total                    | 84           | 100          | 84          | 100         |